# Bulimulus elaeodes
Bulimulus elaeodes е вид охлюв от семейство Orthalicidae.

## Разпространение
Видът е разпространен в Еквадор (Галапагоски острови).